# 待王站
待王站位于中国大陆河南省焦作市马村区待王街道，是新月铁路上的一个二等站，始建于1904年，为当时道清铁路的中间站，该站的客运服务于 2017 年 1 月 5 日停止。